# Iota Aurigae
Désignations
Iota Aurigae (ι Aur / ι Aurigae), également nommée Hassaleh, est une étoile de la constellation du Cocher. Sa magnitude apparente est de +2,69. D'après la mesure de sa parallaxe annuelle par le satellite Hipparcos, elle est située à environ 490 années-lumière de la Terre. Elle s'éloigne du Système solaire à une vitesse radiale de +18 km/s.

## Propriétés
Iota Aurigae est une étoile géante lumineuse ou géante rouge de type spectral K3II-III.

## Nomenclature, histoire et mythologie

### Pour l'UAI
Hassaleh est aujourd'hui le nom approuvé pour ι Aur par l’Union astronomique internationale (UAI). Il fut introduit par Antonín Bečvář, sans que l’on sache toujours rien de son origine ni de sa signification. 

### Noms venus du ciel arabe

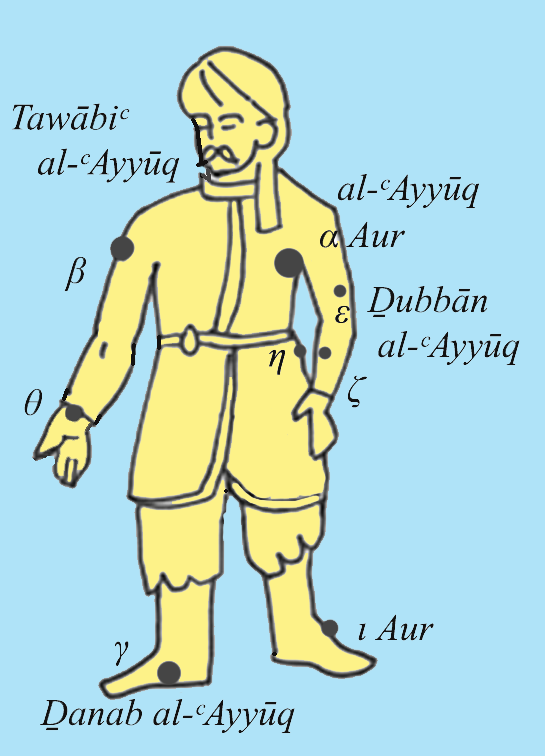
La figure de العيّوق al-ᶜAyyūq dans le ciel arabe traditionnel.

Altawabi est un autre nom donné à ι Aur. À l’origine, توابع العيّوق Tawābiᶜ al-ᶜAyyūq, « les Suivantes d’Alhajoth », est donné, à côté de الأعلأم al-Aᶜlām, « les Signes », au groupe β, θ et γ Aur,. al-Qazwīnī (XIIIe s.) a quelque peu changé la donne en nommant ainsi le couple γ et ι Aur, dans son édition par Christian Ludwig Ideler (1806), qui donne la transcription ‘Tawâbi el-aijûk’. Puis Richard Allen (1899) retranscrit ce nom sous la forme ’Al Tawabi‘ al ‘Ayyūḳ, ce dont s’empare le Bureau des Longitudes (1908) pour nommer Altawabi à ι Aur, nom qui passe dans les catalogues.
Kabalinan. C’est l’arabe كعب ذي العنّان Kaᶜb ḏī l-ᶜInnān, « le Talon du Cocher », appellation tardive partagée avec γ Aur, que l’on trouve notamment chez al-Tīzīnī (1633). Le nom est transcrit ‘Ca’b dil Inân’ par Thomas Hyde  (1665) dans sa traduction du زيجِ سلطانی Zīğ-i Sulṭānī ou « Tables sultaniennes » d’Uluġ Bēg (1437), ce que Richard Hinckley Allen retranscrit à sa manière ‘Al Ḳa’b dhil Inān’ (1899). Jack W. Rhoads s’en saisit pour donner, probablement sous l’influence de la forme Menkalinan introduite par Piazzi pour β Aur, le nom de Kabalinan. On trouve ensuite le nom simplifié Al Kab chez James Bailey (Jim) Kaler.

### En Chine
Cette étoile est appelée 五車一, soit la 1reétoile de l'astérisme de 五車 Wuche, « les Cinq chars ».